# 중국-파키스탄 경제 회랑
중국-파키스탄 경제 회랑은 일대일로 사업의 일환으로 중국과 파키스탄을 잇는 도로, 송유관을 짓는 사업이다.

## 같이 보기
- 인도양의 진주목걸이